# Wünschmichelbach
Wünschmichelbach ist Stadtteil der Stadt Weinheim im baden-württembergischen Rhein-Neckar-Kreis. Der Ort bildet gemeinsam mit Oberflockenbach und Steinklingen die Gemarkung Oberflockenbach. Er gehörte bis 1972 zur Gemeinde Oberflockenbach, die dann nach Weinheim eingemeindet wurde.

## Geographie
Wünschmichelbach ist ein idyllisches Dorf, dessen Landschaft von einer abwechslungsreichen Mischung aus Wäldern, Wiesen und Ackerland geprägt ist. Im westlichen Teil dominieren flache Streuobstwiesen auf seltenen lehmigen Granitverwitterungsböden. Zahlreiche Tälchen und Quellmulden durchziehen die Gegend, während der Michelbach den Ort durchfließt und nördlich in den Grundelbach mündet. Wünschmichelbach grenzt an Steinklingen im Westen, Trösel im Norden und Bärsbach im Osten. Durch den Ort führt die Kreisstraße 4124.

## Geschichte
Wünschmichelbach wurde erstmals 1381 als Wustmichelbach erwähnt. Typisch für diese Ausbausiedlungen in der Region, war der Ort in Huben aufgeteilt. Laut einem Verzeichnis aus dem Jahr 1599 standen im Ort zehn Huben. Diese Zahlen müssten schon auf die Aufspaltung alter Einheiten beruhen. Noch die Flurpläne aus dem 19. Jahrhundert lassen dort höchstens sieben Besitzeinheiten erkennen. 1827 bestand Wünschmichelbach aus acht Häusern.
Die drei Orte Oberflockenbach, Steinklingen und Wünschmichelbach besaßen jeweils ihre eigenen Gemarkungen. Schon früh wurden jedoch alle drei unter dem Namen Oberflockenbach, selten auch unter Wünschmichelbach, als eine Einheit aufgezeichnet. Die drei Orte waren Anfang des 14. Jahrhunderts vorerst pfälzische Lehen. Die Lehensherrschaft geht vermutlich auf die Durchsetzung der pfälzischen Oberhoheit in Leutershausen um 1200 zurück. In der zweiten Hälfte des 15. Jahrhunderts ging das Lehen zurück an den Landesherrn. Wünschmichelbach zählte fortan zur Pfälzischen Kellerei Weinheim mit Sitz auf der Burg Windeck. 1802/3 fielen die Orte mit dem gesamten Oberamt Heidelberg an Baden. Heidelberg blieb vorerst Amtssitz, bis die Gemeinde Oberflockenbach 1829 dem Bezirksamt Weinheim und 1936 dem Amt Mannheim zugeteilt wurde. Durch die Gebiets- und Kreisreform in Baden-Württemberg wurde die Gemeinde 1972 der Stadt Weinheim zugeteilt und gehört seit 1973 zum Rhein-Neckar-Kreis mit Verwaltungssitz in Heidelberg.

### Daummühle
Die Daummühle ist ein kleiner Weiler auf der Gemarkung Wünschmichelbachs und liegt nördlich etwas außerhalb des Ortskerns direkt an der hessischen Landesgrenze. Die Wassermühle, die wahrscheinlich aus dem Spätmittelalter stammt, war lange Zeit der einzige Gewerbebetrieb innerhalb der Gemeinde. Sie wurde in den Jahren, vor bzw. nach dem Ersten Weltkrieg stillgelegt. Die Handwerkerliste von 1812 verzeichnete jedoch für den Ort überhaupt keine Gewerbetreibenden.

### Einwohnerentwicklung
| Jahr      | 1818 | 1834 | 1852 | 1875 | 1905 | 1950 | 1961 | 2019 | 2022 |
| --------- | ---- | ---- | ---- | ---- | ---- | ---- | ---- | ---- | ---- |
| Einwohner | 54   | 86   | 86   | 86   | 82   | 186  | 261  | 445  | 439  |

## Sehenswürdigkeiten
Als ältestes noch erhaltenes Gebäude des Dorfes gilt der Scheuermannhof als herausragendes Wahrzeichen von Wünschmichelbach. Der eindrucksvolle Hof wurde erstmals im Jahr 1599 erwähnt und ist Zeuge einer langen Tradition und bewegten Geschichte. Als wichtiges Zeugnis der örtlichen Baukunst bietet der Scheuermannhof als Beispiel regionaler Architektur einen Einblick in das ländliche Leben vergangener Zeiten.

Salbinger Hof (um 1945)

Der Salbingerhof repräsentiert ebenfalls eine gut erhaltene Odenwälder Hofanlage aus vergangenen Zeiten. Als ehemalige Hube ist nicht nur das Gebäude selbst, sondern auch der zugehörige Grundbesitz bis heute erhalten und wird aktiv bewirtschaftet.